# Whitecaps de Vancouver (MLS)
Pour les articles homonymes, voir Whitecaps de Vancouver.
Maillots
Actualités
Dernière mise à jour : 26 novembre 2024.
Les Whitecaps de Vancouver (anglais : Vancouver Whitecaps) sont un club franchisé canadien de football (soccer) professionnel basé à Vancouver dans la province de la Colombie-Britannique au Canada.
Fondés en 1986, dans une forme secondaire, les Whitecaps de Vancouver évoluent tout d'abord dans la Ligue canadienne de soccer sous le nom de Vancouver 86ers avant de rejoindre l'APSL pour les saisons 1993 et 1994. Lorsque la ligue fusionne avec la A-League en 1995, les 86ers poursuivent dans la continuité. Sous le nouveau nom des Vancouver Whitecaps, la franchise passe en Première division des USL puis connaît une saison transitoire en USSF Division 2 Professional League en 2010 avant d'intégrer la Major League Soccer pour la saison 2011 comme dix-septième franchise de la ligue. Dès leur deuxième saison dans l'élite, les Whitecaps se qualifient pour les séries éliminatoires et leur premier titre en Championnat canadien en 2015 leur ouvre les portes de la Ligue des champions de la CONCACAF pour l'édition 2015-2016.

## Histoire

### Vancouver 86ers
Une nouvelle équipe professionnelle de soccer voit le jour en 1986 sous le nom de Vancouver 86ers, en hommage à l'année de fondation de cette franchise mais aussi de la ville de Vancouver (1866). À l'origine, 86 personnes amènent chacune 500 dollars canadiens pour fonder la nouvelle franchise au nom de la West Coast Soccer Society.
Emmenés par le joueur-entraîneur Bob Lenarduzzi et son adjoint Alan Errington, les 86ers triomphent dès leur rencontre inaugurale en Ligue canadienne de soccer alors qu'ils battent les Brickmen d'Edmonton sur le score de 4–2 devant 7 646 spectateurs au Stade Swangard de Burnaby en Colombie-Britannique le 7 juin 1987. À l'issue de leur première saison d'existence, les 86ers terminent en seconde position de la division Ouest, s'inclinant devant les Kickers de Calgary en demi-finale des séries éliminatoires. Durant les quatre saisons suivantes, Vancouver remporte chaque année le titre de champion de la LCS (de 1988 à 1991) ainsi que cinq titres de vainqueur de la saison régulière, de 1988 à 1992.
En 1988 et 1989, l'équipe toujours entraînée par Bob Lenarduzzi, établit un record dans le sport professionnel nord-américain en étant invaincue pendant 46 rencontres consécutives. En 1990, les 86ers sont sacrés champions de la North American Club Championship après avoir vaincu les Maryland Bays par la marque de 3-2 en finale. Cette rencontre est la confrontation entre le vainqueur de la Ligue canadienne de soccer et celui de l'APSL. Vancouver passe d'ailleurs en APSL en 1993 lorsque la LCS est dissoute à l'issue de la saison 1992. En 1997, l'APSL est absorbé et intègre la hiérarchie des United Soccer Leagues en fusionnant avec la A-League avant d'être renommé première division des USL en 2005.

### La période en USL
En 2001, la franchise reprend le nom original des Whitecaps de Vancouver de la North American Soccer League en étant baptisé Vancouver Whitecaps, le terme Whitecaps faisant référence aux monts enneigés de la banlieue de Vancouver ainsi que les vagues de l'Océan Pacifique. Deux ans plus tard, en 2003, le nom change pour Whitecaps FC afin d'intégrer toutes les équipes, des professionnelles aux jeunes en passant par l'équipe féminine. En même temps, le logo change légèrement, les couleurs devenant plus claires tandis que le nom « Vancouver » est supprimé.
En 2006, les Whitecaps connaissent une année mémorable en remportant un doublé historique, obtenant à la fois le titre de la première division des USL contre les Rhinos de Rochester sur le score de 3-0 au PAETEC Park, et le titre de la W-League chez les femmes. Le nom de la franchise évolue de nouveau avec l'ajout du nom de Vancouver pour devenir Vancouver Whitecaps FC.
La saison suivante, les Whitecaps participent à une rencontre amicale contre le Galaxy de Los Angeles qui compte parmi ses rangs la nouvelle recrue David Beckham et Bob Lenarduzzi devient le nouveau président de la franchise.
Le 12 octobre 2009, les Whitecaps remportent leur seconde titre en première division des USL après une victoire 2-1 contre les Islanders de Porto Rico. L'international canadien Charles Gbeke inscrit un doublé en seconde demie afin d'offrir le titre à son équipe. En 2009, les résultats sont plus décevants alors que Vancouver termine septième en saison régulière mais se reprend en séries éliminatoires en atteignant la finale, s'inclinant finalement contre l'Impact de Montréal par un score cumulé de 6-3. En novembre 2009, les Whitecaps, conjointement à d'autres équipes de la ligue, annoncent leur intention de quitter la première division des USL pour devenir une franchise cofondatrice de la nouvelle NASL qui doit commencer ses activités en 2010,. Le 7 janvier 2010, la Fédération des États-Unis de soccer annonce que ni les USL, ni la NASL n'obtiendront le statut de seconde division pour la saison 2010 et établit une ligue provisoire pour une année avec deux conférences, une pour la NASL et une pour les USL.

### Le processus d'admission en MLS
Le 24 juillet 2008, la Major League Soccer annonce ouvrir la porte à deux franchises d'expansion pour la saison 2012. Le lendemain, les Whitecaps évoquent officiellement leur intention d'acheter les droits d'acquisition d'une franchise dans la ligue tandis que l'icône sportive locale Steve Nash se joint au groupe de propriétaires du club. Le commissaire de la MLS, Don Garber, avance qu'une franchise de MLS a sa place à Vancouver, rappelant que près de 50 000 spectateurs se sont rassemblés pour une confrontation amicale contre le Galaxy de Los Angeles.
La demande de Vancouver est officiellement soumise le 15 octobre 2008, avec six autres villes nord-américaines. Une rencontre avec des responsables de la MLS est obtenue pour le 21 novembre 2008 afin d'appuyer la candidature de Vancouver. Don Garber décrit la soumission comme l'une des meilleures en course. Le 7 décembre suivant, Garber le président de la MLS, Mark Abbott, se rendent à Vancouver afin de visiter le BC Place Stadium pour observer les avancées dans les rénovations, l'ouverture du stade étant prévue pour la saison 2011.
L'annonce officielle de l'entrée de Vancouver dans la MLS intervient le 18 mars 2009 et les débuts de la franchise dans la ligue sont alors prévus pour la saison 2011. Les Whitecaps commencent leur saison à l'Empire Field avant de rejoindre le BC Place Stadium en octobre,.

### Les Whitecaps en MLS

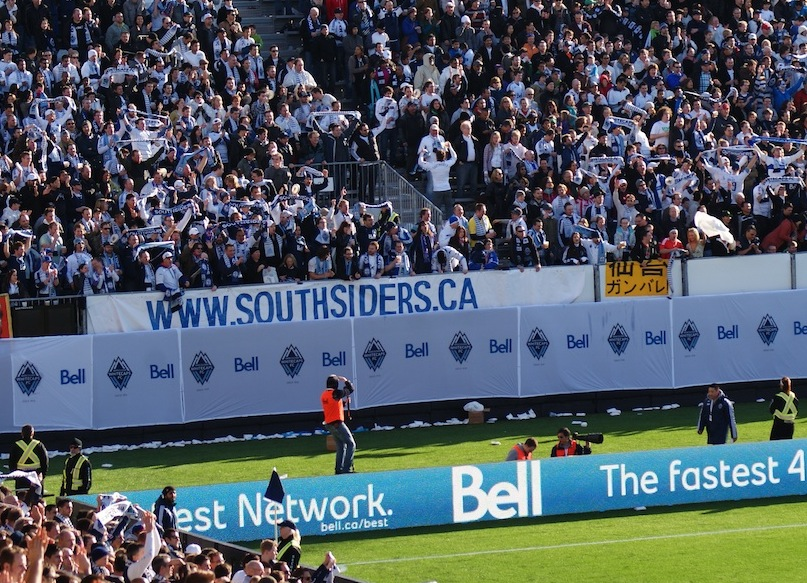
Supporters des Whitecaps fêtant la victoire 4–2 contre le Toronto FC à l'Empire Field pendant le match inaugural de MLS

Les Whitecaps de Vancouver ont obtenu la dix-septième franchise de Major League Soccer le 18 mars 2009 par Don Garber. Le 24 novembre 2009, Paul Barber, ancien dirigeant de Tottenham Hotspur FC, a été annoncée pour rejoindre le club en tant que PDG. D'autres se joindront à lui tel que l'ancien entraîneur néerlandais de DC United, Tom Soehn en tant que Directeur des opérations, Richard Grootscholten en tant que directeur technique et entraîneur-chef du programme de résidence. L'ancien international islandais Teitur Thordarson a été confirmé comme entraîneur-chef le 2 septembre 2010, pour la saison inaugurale MLS. Il a ensuite été démis de ses fonctions le 30 mai 2011, après que les Whitecaps n'eurent remporté qu'un seul de leurs douze premiers matches. Tom Soehn a remplacé Thordarson provisoirement. 
Les Whitecaps ont joué leur premier match de MLS le 19 mars 2011, contre leur rivaux canadiens du Toronto FC, qu'ils ont gagné 4-2. Le premier but des Whitecaps en MLS a été marqué par Eric Hassli. Après leur victoire, les Whitecaps n'ont aucune victoire au tableau sur les onze matchs suivants (6 matchs nuls et 5 perdus). Dans la foulée de leur nul 1-1 avec les New York Red Bulls, le 30 mai l'entraîneur-chef Teitur Thordardon a été congédié, et remplacé pour le reste de la saison par Tom Soehn.

## Palmarès et résultats

### Palmarès
| Compétitions nationales | Compétitions internationales | Trophées mineurs |
| - Championnat canadien (4) - Vainqueur : 2015, 2022, 2023 et 2024. - Finaliste : 2005, 2007, 2009, 2010, 2011, 2012, 2013, 2016 et 2018. - Ligue canadienne de soccer (4) - Vainqueur : 1988, 1989, 1990 et 1991. - Finaliste : 1992. - Vainqueur de la saison régulière : 1988, 1989, 1990, 1991 et 1992. - Première division des USL (2) - Vainqueur : 2006 et 2008. - Finaliste : 2009. - Vainqueur de la saison régulière : 1993. | - Coupe des champions de la CONCACAF - Trois participations. - Finaliste : 2025. - North American Club Championship (1) - Vainqueur : 1990. - Nations Cup (1) - Vainqueur : 2006. | - Cascadia Cup (6) - Vainqueur : 2004, 2005, 2008, 2013, 2014 et 2016. - Second : 2006, 2007, 2009, 2010, 2015, 2018 et 2022. - Walt Disney World Pro Soccer Classic (1) - Vainqueur : 2012. |

### Bilan par saison
| Saison | Saison régulière | Saison régulière | Saison régulière | Saison régulière | Saison régulière | Saison régulière | Saison régulière | Position | Position | Coupe MLS                 | Championnat canadien | Ligue des champions CONCACAF | Affl. moy. saison régulière | Affl. moy. séries éliminat. |
| Saison | M                | V                | N                | D                | BP               | BC               | Pts              | Conf.    | Ligue    | Coupe MLS                 | Championnat canadien | Ligue des champions CONCACAF | Affl. moy. saison régulière | Affl. moy. séries éliminat. |
| ------ | ---------------- | ---------------- | ---------------- | ---------------- | ---------------- | ---------------- | ---------------- | -------- | -------- | ------------------------- | -------------------- | ---------------------------- | --------------------------- | --------------------------- |
| 2011   | 34               | 6                | 18               | 10               | 35               | 55               | 28               | 9e/9     | 18e/18   | Non qualifié              | Finale               | Non qualifié                 | 20 412                      | N/Q                         |
| 2012   | 34               | 11               | 13               | 10               | 35               | 41               | 43               | 5e/9     | 11e/19   | Premier tour              | Finale               | Non qualifié                 | 19 475                      | N/A                         |
| 2013   | 34               | 13               | 12               | 9                | 53               | 45               | 48               | 7e/9     | 13e/19   | Non qualifié              | Finale               | Non qualifié                 | 20 038                      | N/Q                         |
| 2014   | 34               | 12               | 8                | 14               | 42               | 40               | 50               | 5e/9     | 9e/19    | Premier tour              | Demi-finale          | Non qualifié                 | 20 408                      | N/A                         |
| 2015   | 34               | 16               | 13               | 5                | 45               | 36               | 53               | 2e/10    | 3e/20    | Demi-finale de conférence | Champion             | Phase de groupes             | 20 507                      | 27 837                      |
| 2016   | 34               | 10               | 9                | 15               | 32               | 40               | 39               | 8e/10    | 16e/20   | Non qualifié              | Finale               | Non qualifié                 | 22 330                      | N/Q                         |
| 2017   | 34               | 15               | 7                | 12               | 50               | 49               | 52               | 3e/11    | 8e/22    | Demi-finale de conférence | Demi-finale          | Demi-finale                  | 21 416                      | 24 460                      |
| 2018   | 34               | 13               | 8                | 13               | 54               | 67               | 47               | 8e/12    | 14e/23   | Non qualifié              | Finale               | Non qualifié                 | 21 946                      | N/Q                         |
| 2019   | 34               | 8                | 10               | 16               | 37               | 58               | 34               | 12e/12   | 23e/24   | Non qualifié              | Troisième tour       | Non qualifié                 | 19 514                      | N/Q                         |
| 2020   | 23               | 9                | 0                | 14               | 27               | 44               | 27               | 9e/12    | 17e/26   | Non qualifié              | Non tenu             | Non qualifié                 | N/A                         | N/Q                         |
| 2021   | 34               | 12               | 13               | 9                | 45               | 45               | 49               | 6e/13    | 12e/27   | Premier tour              | Premier tour         | Non qualifié                 | N/A                         | N/A                         |
| 2022   | 34               | 12               | 7                | 15               | 40               | 57               | 43               | 9e/14    | 17e/28   | Non qualifié              | Champion             | Non qualifié                 |                             | N/Q                         |

#### Meilleurs buteurs par saison
| Saison | Meilleurs buteurs | Meilleurs buteurs |
| Saison | Joueurs           | Buts              |
| ------ | ----------------- | ----------------- |
| 2011   | Camilo Sanvezzo   | 13                |
| 2012   | Darren Mattocks   | 9                 |
| 2013   | Camilo Sanvezzo   | 25                |
| 2014   | Pedro Morales     | 11                |
| 2015   | Octavio Rivero    | 11                |

| Saison | Meilleurs buteurs | Meilleurs buteurs |
| Saison | Joueurs           | Buts              |
| ------ | ----------------- | ----------------- |
| 2016   | Pedro Morales     | 10                |
| 2017   | Fredy Montero     | 15                |
| 2018   | Kei Kamara        | 17                |
| 2019   | Fredy Montero     | 8                 |

| Saison | Meilleurs buteurs | Meilleurs buteurs |
| Saison | Joueurs           | Buts              |
| ------ | ----------------- | ----------------- |
| 2020   | Lucas Cavallini   | 6                 |
| 2021   | Brian White       | 12                |
| 2021   | Cristian Dajome   | 12                |
| 2022   | Lucas Cavallini   | 9                 |

## Identité du club

### Logos
Le 8 juin 2010, il a été officiellement annoncé que le club continuerait à utiliser comme nom les Vancouver Whitecaps, mais avec un logo redessiné. Le nom fait allusion à des caractéristiques géographiques qui entourent la ville : les montagnes enneigées au nord, l'Océan Pacifique à l'est et la huppe blanche des vagues à l'ouest.

Logo de 1993 à 2000[20].
Logo de 2001 à 2002[20].
Logo de 2003 à 2010[20].
Logo depuis 2011[20].

### Maillots
Les couleurs officielles du club comprennent le bleu marine (Deep Sea), blanc et bleu clair (Whitecaps bleu). Le bleu représente le paysage maritime de la région de Vancouver et le bleu Whitecaps indique le reflet de la montagne du North Shore dans l'océan Pacifique. La nuance de bleu, fait également allusion à la couleur primaire de l'origine des Whitecaps, les gagnants du Soccer Bowl 1979. Le contour d'argent rend hommage aux victoires du championnat de l'équipe depuis 1974. 
En juin, 2010, l'encadrement technique des Whitecaps dévoile le nouveau commanditaire de l'équipe, Bell Canada qui s'occupe également de la production des maillots. Le maillot à domicile est blanc avec des rayures horizontales bleu marine;. Les rayures s’élargissent légèrement de bas en haut. Le maillot extérieur est d'un bleu profond avec un relief, des losanges de verrouillage avec un bleu profond mais également le reflet de la lumière.
|                              |                               |                      |                       |
| 1987-1992 (86ers) (domicile) | 1987-1992 (86ers) (extérieur) | 1993-2010 (domicile) | 1993-2010 (extérieur) |

### Groupes de partisans
Les Whitecaps ont un important groupe de partisans connus sous le nom des « Southsiders ». Fondés en 1999, le groupe est baptisé du nom de la section sud du Stade Swangard dans laquelle il se situe. Les Southsiders s'identifient eux-mêmes comme le plus ancien groupe de partisans dans le soccer canadien. À ses débuts, le groupe porte le nom de « The Carlsberg Crew », du nom d'une compagnie de bière qui est commanditaire pour le stade. La saison suivante, c'est le nom « The Canterbury Chorus » qui est choisi pour le groupe pour suivre le changement de commanditaire. Finalement, et afin d'être indépendant des changements de commanditaires, le groupe utilise le nom de Southsiders.
Des autres groupes de partisans importants incluent la «Curva Collective», la «Rain City Brigade», etc..

### Rivalités
Les Whitecaps de Vancouver ont deux rivaux historiques : les Sounders FC de Seattle et les Timbers de Portland. Les trois équipes participent depuis de nombreuses années à la Coupe Cascadia.
Également, Vancouver entretient une rivalité avec l'Impact de Montréal et le Toronto FC dans le cadre de la Coupe des Voyageurs et du Championnat canadien. Le vainqueur du championnat canadien obtient une place en Ligue des champions de la CONCACAF, seul moyen de qualification pour une franchise canadienne d'atteindre la compétition continentale.

## Stades
- 1987-2010 : Stade Swangard à Burnaby, Colombie-Britannique (5 288 places).
- Mars 2011- septembre 2011 : Empire Field à Vancouver, Colombie-Britannique (27 528 places).
- Depuis octobre 2011 : BC Place Stadium à Vancouver, Colombie-Britannique (21 000 places dans sa configuration soccer).

La ville de Vancouver a longtemps songé à la construction d'un nouveau stade, au niveau des chemins de fer à l'est de la Gare de Vancouver Waterfront. Ce potentiel stade, d'une capacité de 16 000 places, aurait remplacé le Stade Swangard comme domicile des Whitecaps en première division des USL. L'emplacement de ce stade provoque la controverse, notamment en raison de la nuisance visuelle qu'aurait provoqué une telle enceinte dans le quartier historique de Gastown. Au contraire, les soutiens au projet évoquent le dynamisme économique qu'entraîne une telle infrastructure.
Avec le passage des Whitecaps en Major League Soccer, l'équipe de la franchise commence sa saison 2011 au Empire Field avant de se retrouver au BC Place Stadium à compter du mois d'octobre 2011 après de vastes rénovations de ce dernier.

## Personnalités historiques du club

### Entraîneurs
Le tableau suivant présente la liste des entraîneurs du club depuis 1987.
| Rang | Nom                       | Période                       |
| ---- | ------------------------- | ----------------------------- |
| 1    | Bob Lenarduzzi            | 1987-1993                     |
| 2    | Carl Valentine            | 1994-1999                     |
| 3    | Dale Mitchell             | 2000-2001                     |
| 4    | António Fonseca           | 2002-2004                     |
| 5    | Bob Lilley                | 1er nov. 2004-18 sep. 2007    |
| 6    | Teitur Thórdarson         | 11 déc. 2007-30 mai 2011      |
| 7    | Tom Soehn (intérim)       | 30 mai 2011-25 oct. 2011      |
| 8    | Martin Rennie             | 25 oct. 2011-29 oct. 2013     |
| 9    | Carl Robinson             | 16 déc. 2013-25 sep. 2018     |
| 10   | Craig Dalrymple (intérim) | 25 sep. 2018-7 nov. 2018      |
| 11   | Marc Dos Santos           | 7 nov. 2018-27 août 2021      |
| 12   | Vanni Sartini             | 27 août 2021-25 novembre 2024 |

### Effectif actuel (2025)

#### Joueurs prêtés
Le tableau suivant liste les joueurs en prêt pour la saison 2025.
| N° | P. | Nat.                   | Nom                      | Date de naissance   | Sélection        | Club en prêt    |
| -- | -- | ---------------------- | ------------------------ | ------------------- | ---------------- | --------------- |
| 7  | A  | Drapeau de la Colombie | Déiber Caicedo           | 25/03/2000 (25 ans) | Colombie -20 ans | Atlético Junior |
| 52 | A  | Drapeau du Canada      | Nicolas Fleuriau Chateau | 21/05/2002 (23 ans) | –                | VPS             |

## Statistiques individuelles

### Apparitions
| #  | Position  | Joueur          | Pays       | Période   | MLS | Séries | CC | LCC | Total |
| -- | --------- | --------------- | ---------- | --------- | --- | ------ | -- | --- | ----- |
| 1  | Milieu    | Gershon Koffie  | Ghana      | 2011-2015 | 133 | 4      | 13 | 1   | 151   |
| 2  | Défenseur | Jordan Harvey   | États-Unis | 2011-     | 124 | 4      | 10 | 0   | 138   |
| 3  | Attaquant | Darren Mattocks | Jamaïque   | 2012-     | 93  | 4      | 11 | 1   | 111   |
| 4  | Milieu    | Russell Teibert | Canada     | 2011-     | 91  | 1      | 13 | 3   | 108   |
| 4  | Attaquant | Camilo          | Brésil     | 2011–2013 | 92  | 0      | 10 | 0   | 102   |
| 6  | Défenseur | Kekuta Manneh   | Gambie     | 2013-     | 82  | 3      | 7  | 1   | 93    |
| 7  | Gardien   | David Ousted    | Danemark   | 2013-     | 82  | 3      | 1  | 0   | 86    |
| 8  | Défenseur | Alain Rochat    | Suisse     | 2011-2013 | 67  | 1      | 9  | 0   | 77    |
| 8  | Défenseur | Jay DeMerit     | États-Unis | 2011-2014 | 71  | 1      | 5  | 0   | 77    |
| 10 | Milieu    | Matías Laba     | Argentine  | 2014-     | 63  | 3      | 4  | 2   | 72    |

Mise à jour au 9 mars 2016

CC = Championnat canadien; LCC = Ligue des champions de la CONCACAF

En gras les joueurs évoluant actuellement dans l'effectif

### Buts marqués
| #  | Position  | Joueur           | Pays       | Période   | MLS | Séries | CC | LCC | Total |
| -- | --------- | ---------------- | ---------- | --------- | --- | ------ | -- | --- | ----- |
| 1  | Attaquant | Camilo           | Brésil     | 2011-2013 | 39  | 0      | 4  | 0   | 43    |
| 2  | Attaquant | Darren Mattocks  | Jamaïque   | 2012-     | 19  | 1      | 2  | 0   | 22    |
| 3  | Milieu    | Pedro Morales    | Chili      | 2014-     | 16  | 0      | 3  | 0   | 19    |
| 4  | Attaquant | Kekuta Manneh    | Gambie     | 2013-     | 17  | 0      | 1  | 0   | 18    |
| 5  | Attaquant | Éric Hassli      | France     | 2011-2012 | 12  | 0      | 3  | 0   | 15    |
| 6  | Attaquant | Kenny Miller     | Écosse     | 2012-2014 | 13  | 0      | 0  | 0   | 13    |
| 7  | Attaquant | Octavio Rivero   | Uruguay    | 2015-     | 10  | 0      | 1  | 0   | 11    |
| 8  | Milieu    | Gershon Koffie   | Ghana      | 2011-2015 | 9   | 0      | 1  | 0   | 10    |
| 9  | Défenseur | Jordan Harvey    | États-Unis | 2011-     | 8   | 0      | 0  | 0   | 8     |
| 10 | Attaquant | Erik Hurtado     | États-Unis | 2013-     | 5   | 1      | 1  | 0   | 7     |
| 10 | Milieu    | Cristian Techera | Uruguay    | 2015-     | 7   | 0      | 0  | 0   | 7     |

Mise à jour au 9 mars 2016

CC = Championnat canadien; LCC = Ligue des champions de la CONCACAF

En gras les joueurs évoluant actuellement dans l'effectif
| Année | Joueur         | Pays         |
| ----- | -------------- | ------------ |
| 2011  | Camilo         | Brésil       |
| 2012  | Lee Young-Pyo  | Corée du Sud |
| 2013  | Camilo         | Brésil       |
| 2014  | Pedro Morales  | Chili        |
| 2015  | Kendall Waston | Costa Rica   |

| Année | Joueur          | Pays     | Buts |
| ----- | --------------- | -------- | ---- |
| 2011  | Camilo          | Brésil   | 12   |
| 2012  | Darren Mattocks | Jamaïque | 7    |
| 2013  | Camilo          | Brésil   | 22   |
| 2014  | Pedro Morales   | Chili    | 10   |
| 2015  | Octavio Rivero  | Uruguay  | 10   |

## Équipe réserve

### Whitecaps FC 2 (2015-2017)

Logo des Whitecaps FC 2

Entre les saisons 2015-2017, le Whitecaps FC 2 fut l'équipe réserve. Le Whitecaps FC 2 , évoluant dans la USL, est le produit de la fusion de la vieille équipe réserve, qui évoluait alors dans la Division réserve de la MLS, et de l'équipe des moins de 23 ans, qui évoluait dans la Premier Development League (PDL).
Les Whitecaps annoncentle 8 juillet 2014 leur intention de créer une nouvelle équipe réserve évoluant dans la USL. L'équipe dispute ses rencontres au Stade Thunderbird, situé à l'Université de la Colombie-Britannique . Avant l'établissement des Whitecaps FC 2, le Battery de Charleston est l'équipe réserve des Whitecaps par un système d'affiliation lors de la saison 2014.
Le 17 novembre 2017, après une saison difficile dans la USL, les Whitecaps ont annoncé que le Whitecaps FC 2 ne sera pas de retour sur les terrains en 2018, préférant un partenariat avec le Fresno FC qui rejoint la USL cette même année.

#### Bilan par saison
| Année | Ligue | Saison régulière | Saison régulière | Saison régulière | Saison régulière | Saison régulière | Saison régulière | Saison régulière | Position | Position | Séries               | Affl. moy. saison régulière | Affl. moy. séries éliminat. | Meilleurs buteurs         | Meilleurs buteurs |
| Année | Ligue | M                | V                | N                | D                | BP               | BC               | Pts              | Conf.    | Ligue    | Séries               | Affl. moy. saison régulière | Affl. moy. séries éliminat. | Joueurs                   | Buts              |
| ----- | ----- | ---------------- | ---------------- | ---------------- | ---------------- | ---------------- | ---------------- | ---------------- | -------- | -------- | -------------------- | --------------------------- | --------------------------- | ------------------------- | ----------------- |
| 2015  | USL   | 28               | 8                | 6                | 14               | 39               | 53               | 30               | 11e      | 19e      | Non qualifié         | 1682                        | N/Q                         | Marco Bustos Caleb Clarke | 7                 |
| 2016  | USL   | 30               | 12               | 9                | 9                | 45               | 44               | 45               | 6e       | 13e      | Finale de conférence | 1779                        | 1308                        | Kyle Greig                | 13                |
| 2017  | USL   | 32               | 5                | 9                | 18               | 32               | 52               | 24               | 14e      | 31e      | Non qualifié         | 868                         | N/Q                         | Marco Bustos              | 8                 |

### Équipe de la formation
Au septembre 2018, les Whitecaps ont annoncé qu'ils rétabliront une équipe de la formation (anglais : Development Squad). L'équipe de la formation sera composée des meilleurs joueurs de l'académie et des joueurs jeunes qui ont signé leurs contrats de la MLS et l'équipe participera aux matches d'entraînement pendant toute l'année. Le 18 janvier 2019, les Whitecaps ont nommé Nick Dasović, un ancien footballeur international canadien, l'entraîneur-chef de l'équipe de la formation. Les Whitecaps ont annoncé aussi que le partenariat avec le Fresno FC est désormais terminé.

## Équipes de jeunes

### Académie
Les Whitecaps FC Residency est le programme d'entraînement et du développement des joueurs jeunes des moins de 18 ans. Le programme est composé par deux parties: Pre-Residency et Residency. Les équipes des moins de 16 et 18 ans, faisant partie du Residency, sont les premières équipes canadiennes évoluant dans les ligues de l'U.S. Soccer Development Academy (USSDA). Ces deux équipes dispute ses matchs au Terrain Terry Fox, qui est aussi le domicile du Clan de Simon Fraser.
Depuis l'année académique 2013/2014, tous les joueurs du Residency vont à l'École secondaire University Hill.